# 이라수 화산

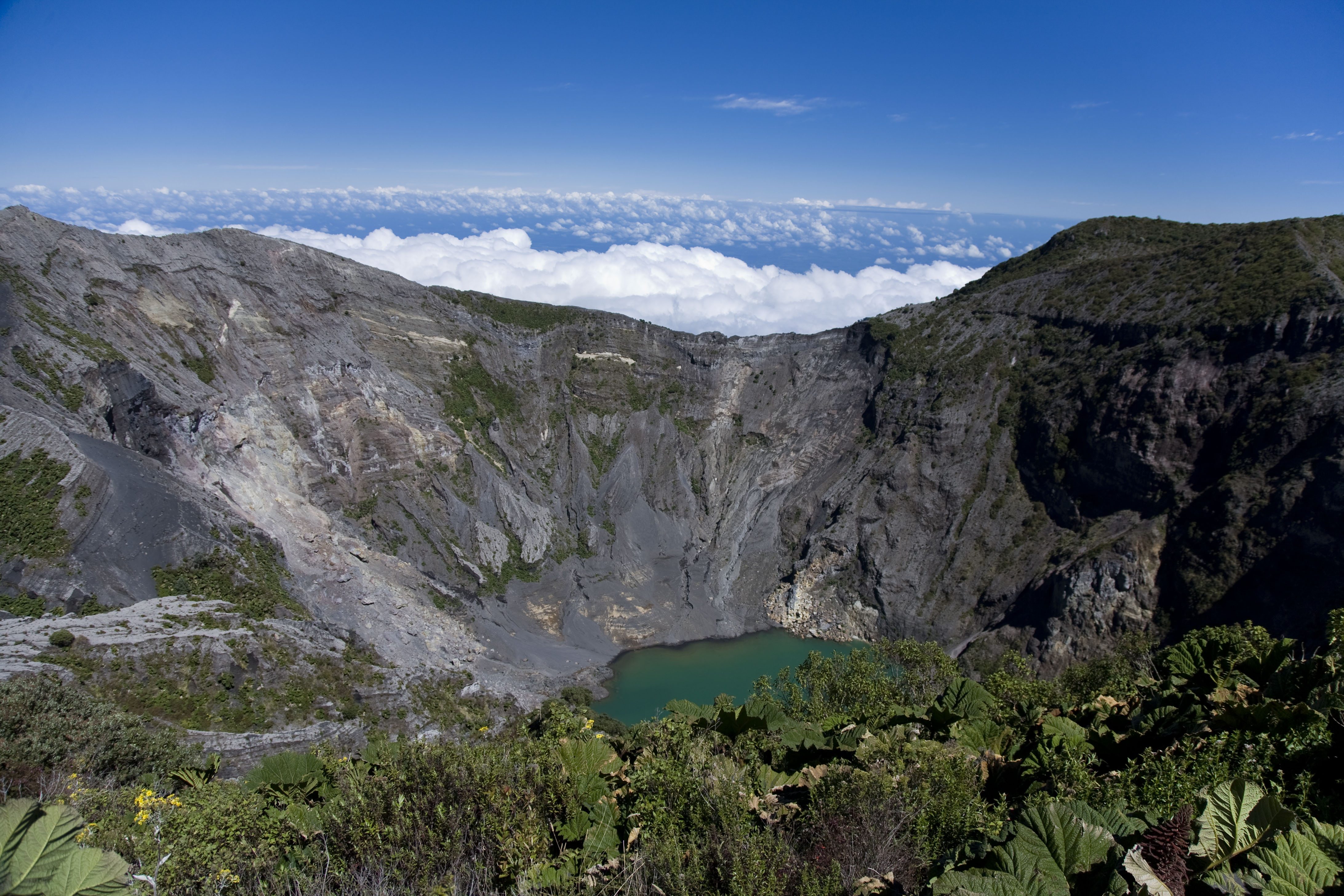
이라수 화산의 분화구

이라수 화산(스페인어: Irazú Volcano)은 코스타리카의 산호세 근처에 있는 활화산으로, 성층 화산이다. 이 화산은 분화구가 두 개인데, 둘 다 화구호가 있지만 한 개는 거의 없어졌다. 나머지 한 개는 거의 훼손되지 않아 경치가 좋고, 물의 색도 아름다워 손꼽히는 곳이다. 지금은 국립공원이다.